# Політика Боснії і Герцеговини
Політика Боснії і Герцеговини відбувається в рамках парламентської представницької демократії, за допомогою якої виконавча влада здійснюється урядом Боснії і Герцеговини. Законодавча влада належить як уряду, так і Парламентській Скупщині Боснії і Герцеговини. Члени Скупщини обираються відповідно до пропорційної системи представництва.
Судова система є незалежною від виконавчої та законодавчої влади. Система уряду, встановлена Дейтонськими угодами, є прикладом консоціоналізму], оскільки представництво еліти, яка представляє три основні етнічні групи країни, які називаються складовими народами, кожна з яких має гарантовану частку влади.
Боснія і Герцеговина ділиться на два Ентитети (босн. entitet) — Федерацію Боснії та Герцеговини та Республіку Сербську, які є певною мірою політично автономними, а також округ Брчко, який спільно управляється обома. Ентитети мають свої власні конституції. Economist Intelligence Unit оцінив Боснію і Герцеговину як «гібридний режим» у 2016 році.

## Дейтонська угода

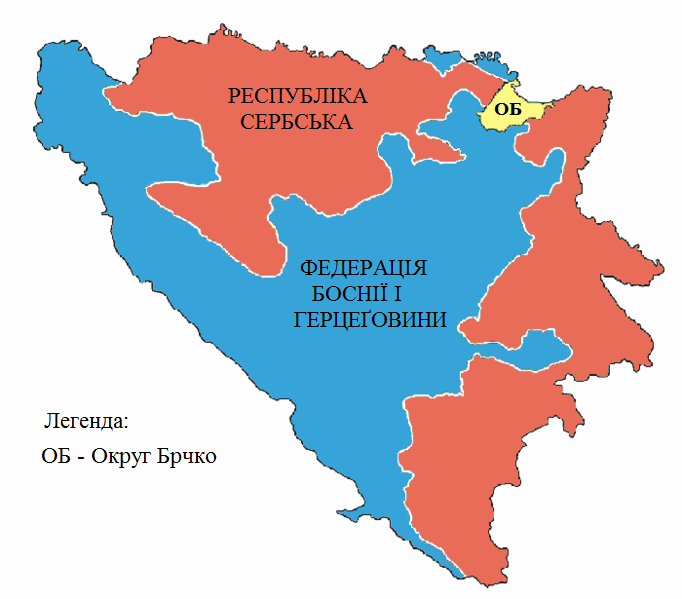
Адміністративний поділ Боснії і Герцеговини:
— Федерація Боснія і Герцеговина;
— Республіка Сербська;
— автономний округ Брчко.

У зв'язку з Дейтонською угодою, підписаною 14 грудня 1995 року, Боснія і Герцеговина формує незадекларований протекторат з елементами гегемонії сусідніх Хорватії та Сербії як підписантів Угоди, де найвища повноваження надається Високому представникові для Боснії та Герцеговини. Метою Угоди було збереження зовнішнього кордону Боснії, створення спільного багатоетнічного і демократичного уряду, заснованого на пропорційному представництві, подібному до колишнього соціалістичного режиму, і відповідальність за проведення зовнішньої, економічної та фіскальної політики.
Дейтонська угода створила Управління Верховного представника (OHR) для нагляду за виконанням цивільних аспектів угоди. Близько 250 міжнародних та 450 місцевих співробітників працюють в ОВП.

## Верховний представник
Найвищою політичною владою в країні є Верховний представник у Боснії та Герцеговині, головний виконавчий директор міжнародної цивільної присутності в країні. Верховний представник має повноваження видаляти посадових осіб уряду, у тому числі суддів, членів місцевого самоврядування, членів парламенту тощо. З моменту заснування Управління Верховного представника звільнило 192 посадовців з Боснії та Герцеговини. Мандат Високих представників випливає з Дейтонської угоди, як це підтвердила Рада з втілення миру, орган з Керівною радою, що складається з представників Канади, Франції, Німеччини, Італії, Японії, Росії, Великої Британії, США, голови Європейського Союзу, Європейській Комісії та Організації ісламського співробітництва. Рада з втілення миру встановила декілька критеріїв для закриття Управління юстиції, два з яких були завершені, але їх необхідно підтримувати до завершення всіх п'яти.

## Виконавча влада

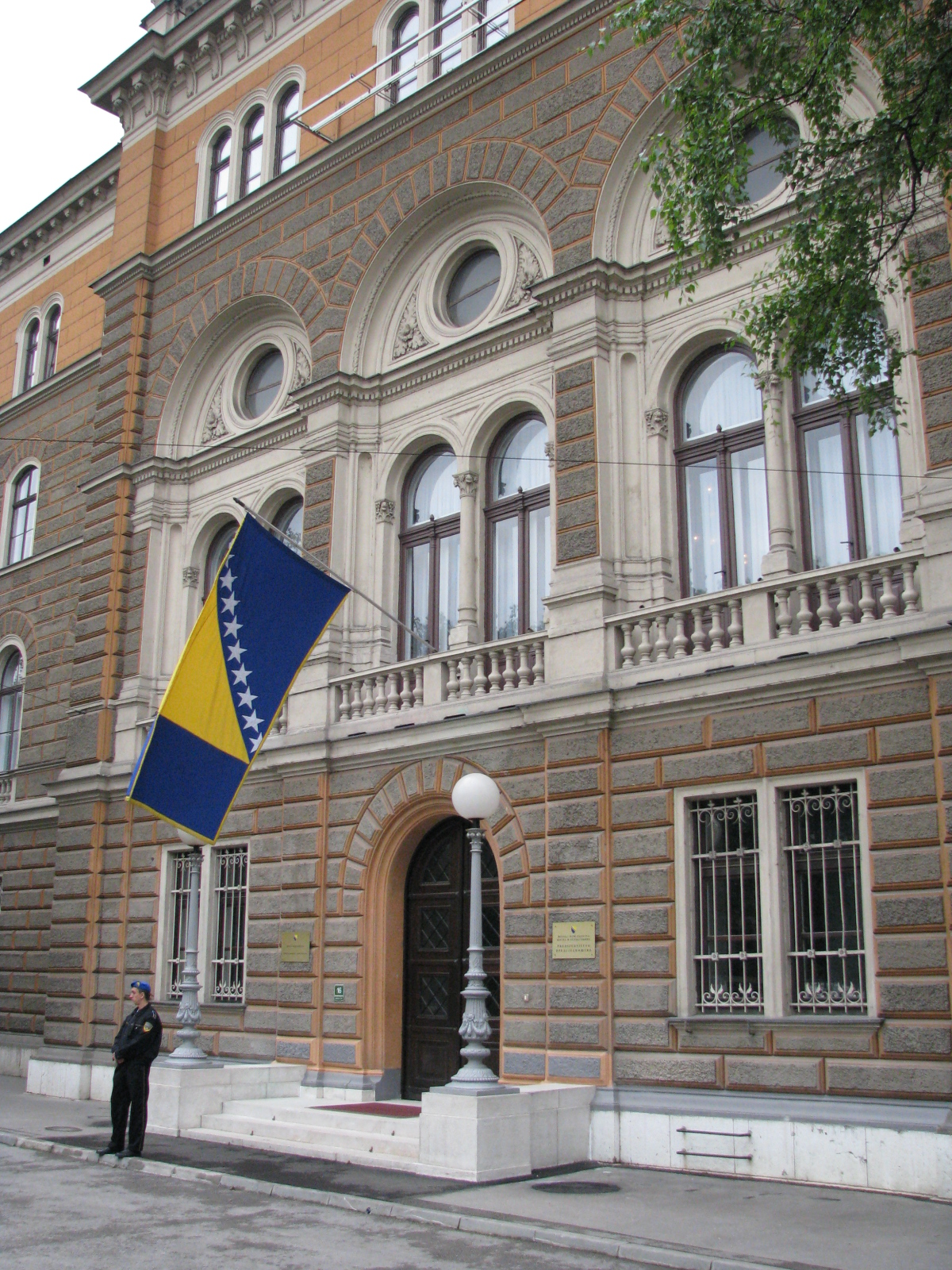
Президія Боснії і Герцеговини

Голова Президії Боснії та Герцеговини вибирається з трьох членів (боснійця, серба і хорвата) кожні 8 місяців у межах їх 4-річного терміну. Трьох членів Президії обирають безпосередньо люди, виборці Федерації обирають як боснийського, так і хорватського членів, а виборці Республіки Сербської, обирають сербського члена. Президент є колективним главою держави. Президент відповідає за зовнішню політику і пропонує бюджет.
Прем'єр-міністр, офіційно названий Головою Ради міністрів Боснії і Герцеговини, призначається Президентом і затверджується Палатою представників. Він призначає міністра закордонних справ, міністра зовнішньої торгівлі та інших міністрів, які можуть бути доцільними (не більше двох третин міністрів можуть бути призначені з території Федерації Боснії та Герцеговини), які приймають на себе посаду схваленням Палатою представників; також, Голова призначає заступників міністрів (які не можуть бути з тих же установчих осіб, як і їхні міністри), які приймають посаду після затвердження Палатою представників.
Рада несе відповідальність за проведення політики та рішень у сферах дипломатії, економіки, міжвідомчих відносин та інших питань, погоджених Ентитетами.
Два Ентитети мають уряди, які займаються внутрішніми питаннями, які не розглядаються Радою міністрів.

## Законодавча гілка
Парламентська Скупщина Боснії і Герцеговини є основним законодавчим органом у Боснії та Герцеговині. Він складається з двох камер:
- Палата народів Боснії і Герцеговини (босн. і хорв. Dom naroda, серб. Дом народа)
- Палата представників Боснії і Герцеговини (босн. Predstavnički dom, хорв. Zastupnički dom, серб. Представнички дом)

Парламентська Скупщина відповідає за:
- прийняття законодавства, необхідного для виконання рішень Президента або виконання обов'язків Асамблеї відповідно до Конституції.
- ухвалення рішень щодо джерел та обсягів доходів для діяльності установ Боснії та Герцеговини та міжнародних зобов'язань Боснії та Герцеговини.
- затвердження бюджету для установ Боснії та Герцеговини.
- ухвалення рішень про ратифікацію договорів і угод.
- інші питання, необхідні для виконання його обов'язків, які покладені на нього за взаємною згодою Ентитетів.

У Боснії та Герцеговині не було постійного закону про вибори до 2001 року, протягом якого законопроєкт визначав чотирирічні терміни для законодавчих органів державного та адміністративного підрозділів першого порядку. Остаточний закон про вибори був прийнятий і оприлюднений 9 вересня 2001 року.

### Палата народів
До Палати народів увійшли 15 делегатів, які відбувають дворічні терміни. Дві третини делегатів походять з Федерації (5 хорватів і 5 боснійців), а третина з Республіки Сербської (5 сербів). Дев'ять депутатів складають кворум у Палаті народів за умови, що присутні щонайменше три делегати з кожної групи. Представників Федерації обирає Палата народів Федерації, яка має 58 місць (17 боснійців, 17 хорватів, 17 сербів, 7 інших), і члени яких делеговані кантональними зборами на чотирирічний термін. Представників Республіки Сербської обирає 28-членна Народна рада Республіки Сербська, яка була створена Народною асамблеєю Республіки Сербської.

### Палата представників
Палата представників Боснії та Герцеговини складається з 42 членів, які обираються за пропорційного системою на чотирирічний термін. Дві третини членів обираються з Федерації (14 хорватів, 14 боснійців) і одна третина з Республіки Сербської (14 сербів).
Для виборів 2010 року виборці у Федерації Боснії та Герцеговини обрали 21 членів у п'яти багатомандатних виборчих округах за пропорційною системою, тоді як інші сім місць були виділені компенсаційним пропорційним представництвом. Виборці в Республіці Сербської обрали дев'яти членів у трьох багатомандатних виборчих округах, а п'ять інших місць були виділені компенсаційним пропорційним представництвом. [4]
For the 2010 elections, Voters in the Federation of Bosnia and Herzegovina elected twenty-one members in five multi-member constituencies by PR, while the remaining seven seats were allocated by compensatory PR. Voters in the Republika Srpska elected nine members in three multi-member constituencies by PR, while the five other seats were allocated by compensatory PR.

## Політичні партії та вибори

### Президентські вибори 2018
Вибраними членами Президії Боснії і Герцеговини є Шефік Джаферович (боснійський, SDA), Желько Комшич (хорват, DF) і Мілорад Додік (серб, SNSD). Суперечливими були вибори хорватського члена, оскільки ненаціоналістичний кандидат Желько Комшич (Демократичний фронт) переміг націоналіста Драгана Човича (HDZ BiH) за допомогою боснійських виборців, а Комшич зайняв перше місце майже виключно в муніципалітетах, де є хорватська відносна більшість. Результат підштовхнув протести хорватів, які звинувачували боснійців у голосуванні та закликали до створення власного ентитету або виборчого округу. У наступні дні в Мостарі пройшли протести з такими ознаками, як "Не мій президент" і "Демократія — спочивай з миром", У наступні дні після виборів, кілька муніципалітетів з хорватською більшістю оголосили Комшича персоною нон грата.

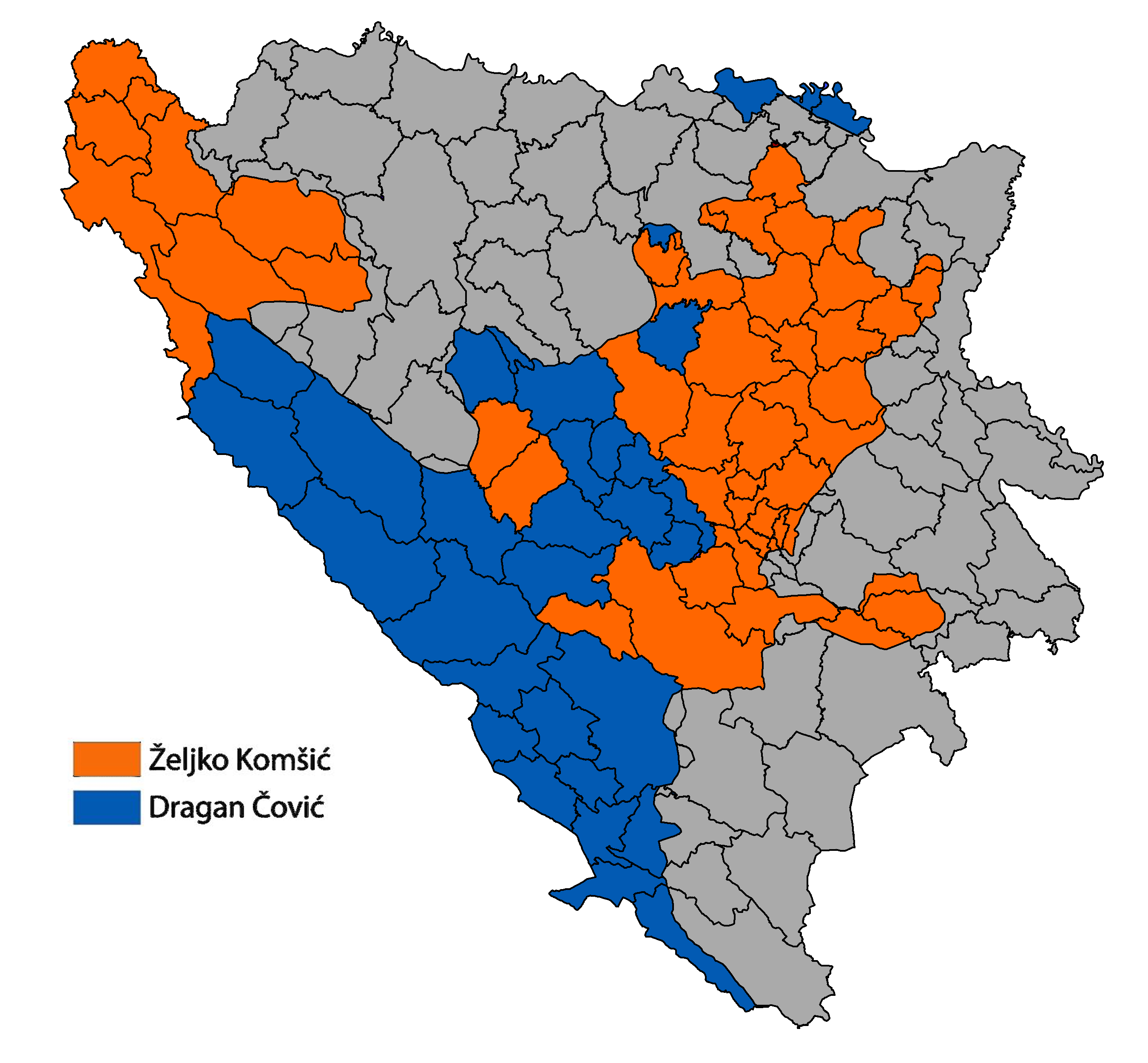
Перше місце хорватського кандидата за муніципалітетом

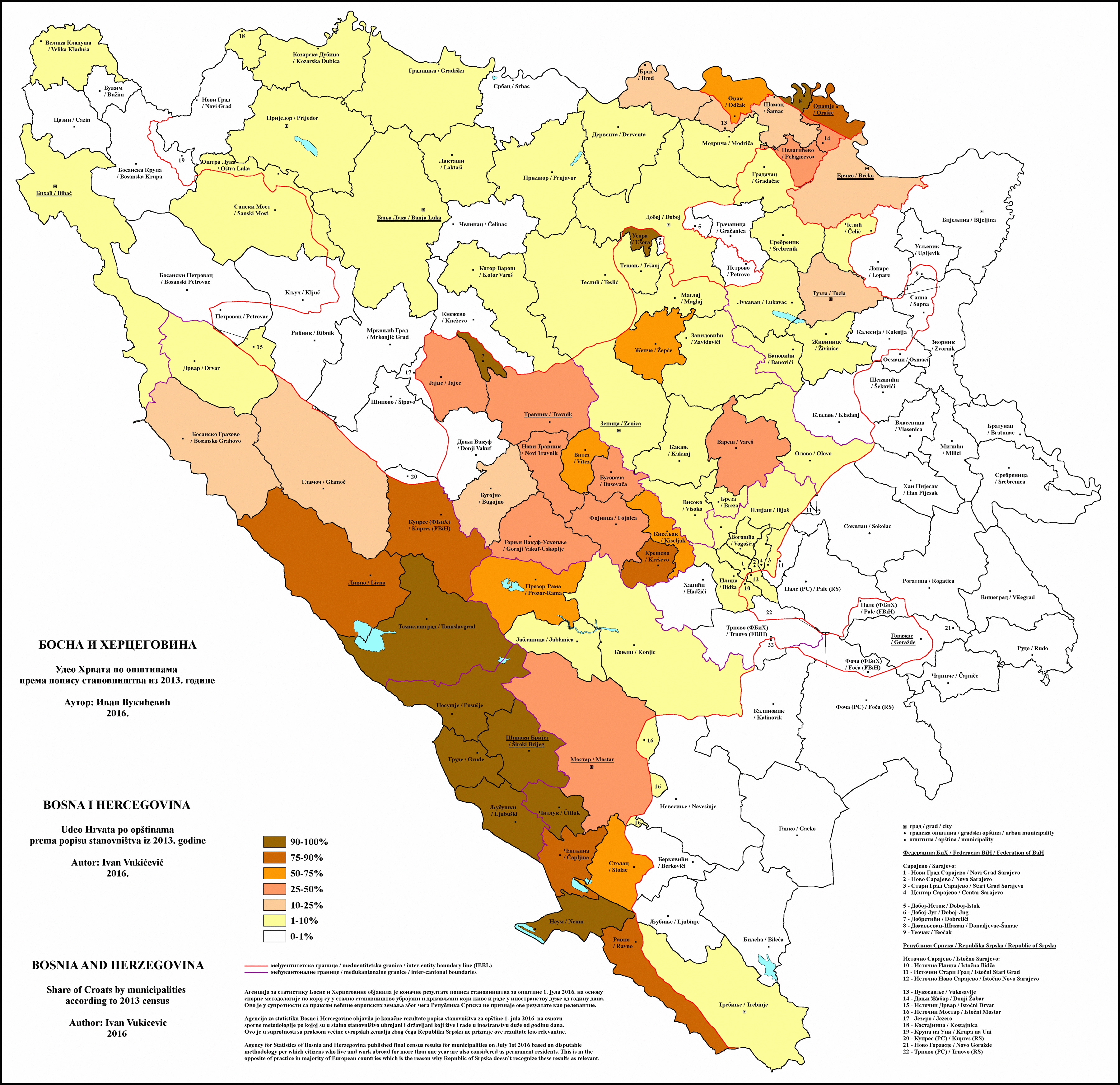
Хорватське населення за муніципалітетом

| Кандидат                                                      | Кандидат                   | Партія                                             | Голоси               | %                    |
| Представник босняків                                          | Представник босняків       | Представник босняків                               | Представник босняків | Представник босняків |
| ------------------------------------------------------------- | -------------------------- | -------------------------------------------------- | -------------------- | -------------------- |
|                                                               | Шефік Джаферович           | Партія демократичної дії                           | 212,581              | 36.61                |
|                                                               | Денис Бечирович            | Соціал-демократична партія                         | 194,688              | 33.53                |
|                                                               | Фахрудин Радончич          | Союз за краще майбутнє БіГ                         | 75,210               | 12.95                |
|                                                               | Мірсад Гаджікадич          | Мірсад Гаджікадич — Платформа для прогресу         | 58,555               | 10.09                |
|                                                               | Сенад Шепич                | Незалежний Блок                                    | 29,922               | 5.15                 |
|                                                               | Амер Єрлагич               | За Боснію і Герцеговину                            | 9,655                | 1.66                 |
| Представник хорватів                                          |                            |                                                    |                      |                      |
|                                                               | Желько Комшич              | Демократичний фронт                                | 225,500              | 52.64                |
|                                                               | Драган Чович               | Хорватська демократична співдружність              | 154,819              | 36.14                |
|                                                               | Діана Зеленіка             | Хорватська демократична співдружність 1990         | 25,890               | 6.04                 |
|                                                               | Боріша Фалатар             | Наша партія                                        | 16,036               | 3.74                 |
|                                                               | Єрко Іванкович-Ліянович    | Народна партія за роботу та поліпшення             | 6,099                | 1.42                 |
| Представник сербів                                            |                            |                                                    |                      |                      |
|                                                               | Мілорад Додік              | Союз незалежних соціал-демократів                  | 368,210              | 53.88                |
|                                                               | Младен Іванич              | Альянс за перемогу (СДР–ПДП–НДП–СРП РС–СРС–НС–СНС) | 292,065              | 42.74                |
|                                                               | Мір'яна Попович            | Сербська прогресивна партія Республіки Сербської   | 12,731               | 1.86                 |
|                                                               | Гойко Клічкович            | Перша сербська демократична партія                 | 10,355               | 1.52                 |
| Недійсні голоси                                               | Недійсні голоси            | Недійсні голоси                                    | 120,259              | –                    |
| Разом                                                         | Разом                      | Разом                                              | 1,812,575            | 100                  |
| Зареєстровані виборці/явка                                    | Зареєстровані виборці/явка | Зареєстровані виборці/явка                         | 3,355,429            | 54.02                |
| Джерело: CEC [Архівовано 7 листопада 2018 у Wayback Machine.] |                            |                                                    |                      |                      |

### Парламентські вибори 2018

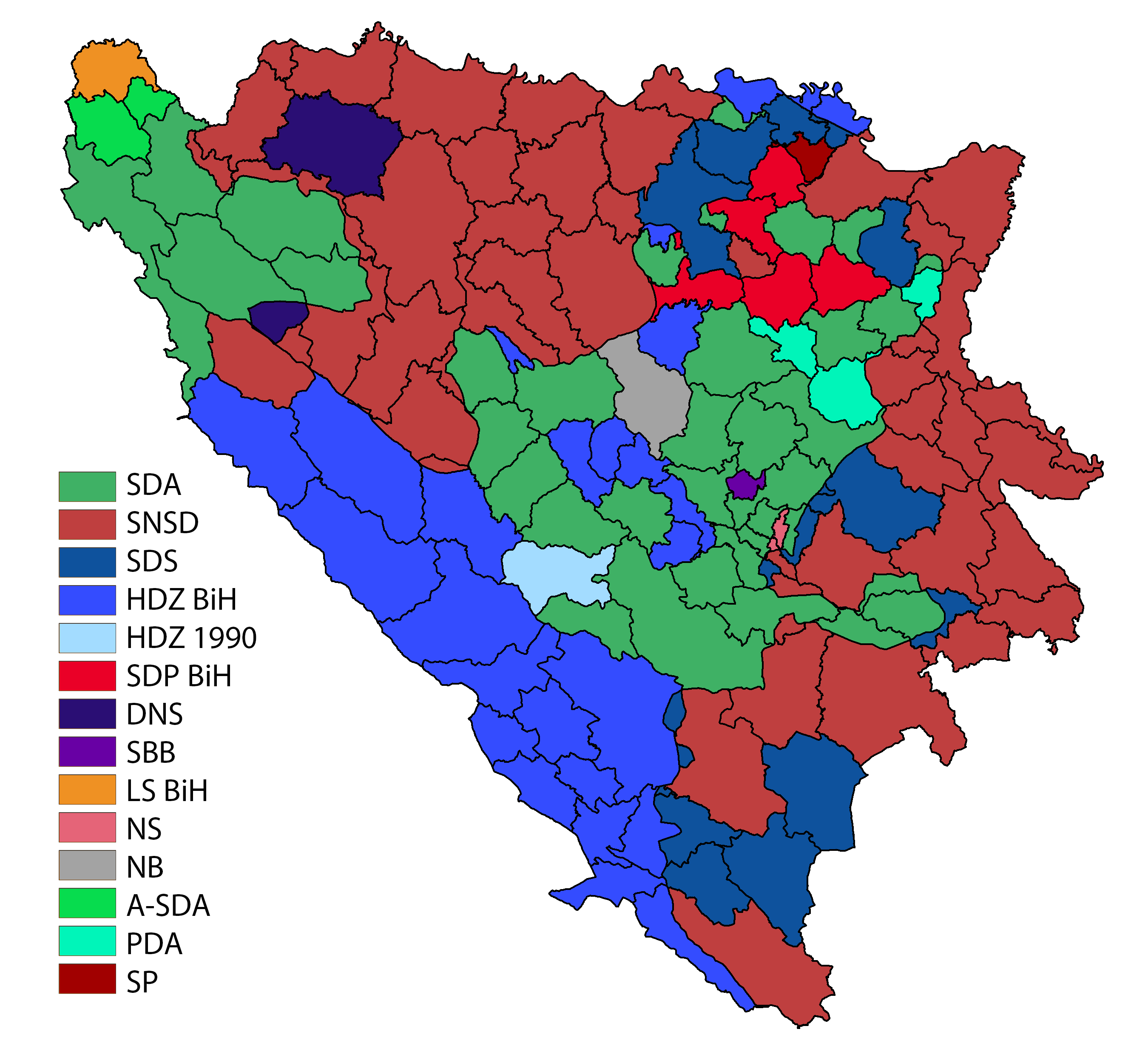
Результати виборів до Палати представників за більшістью голосів у муніципалітетах Боснії і Герцеговини

| Партія                                                           | Аббр.                      | Федерація | Федерація | Федерація | Республіка Сербська | Республіка Сербська | Республіка Сербська | Разом     | Разом | Разом | Разом |
| Партія                                                           | Аббр.                      | Голосів   | %         | Місця     | Голосів             | %                   | Місця               | Голосів   | %     | Місця | +/–   |
| ---------------------------------------------------------------- | -------------------------- | --------- | --------- | --------- | ------------------- | ------------------- | ------------------- | --------- | ----- | ----- | ----- |
| Партія демократичної дії                                         | SDA                        | 252,081   | 25.48     | 8         | 29,673              | 4.45                | 1                   | 281,754   | 17.01 | 9     | –1    |
| Союз незалежних соціал-демократів                                | SNSD                       | 4,663     | 0.47      | 0         | 260,930             | 39.10               | 6                   | 265,593   | 16.03 | 6     | 0     |
| СДП–НДР–НС–СРС РС                                                | SDS                        | –         | –         | –         | 162,414             | 24.34               | 3                   | 162,414   | 9.80  | 3     | –2    |
| Соціал-демократична партія БіГ                                   | SDP BiH                    | 140,781   | 14.23     | 5         | 9,672               | 1.45                | 0                   | 150,453   | 9.08  | 5     | +2    |
| ХДС БіГ–ХСП БіГ–ХСП-ХНС–ХХДС–ХПП АС БіГ–ХДУ БіГ                  | HDZ BiH                    | 145,487   | 14.71     | 5         | 4,385               | 0.66                | 0                   | 149,872   | 9.05  | 5     | +1    |
| Демократичний фронт–Громадянський альянс                         | DF                         | 96,180    | 9.72      | 3         | –                   | –                   | –                   | 96,180    | 5.81  | 3     | –2    |
| Партія демократичного прогресу                                   | PDP                        | –         | –         | –         | 83,832              | 12.56               | 2                   | 83,832    | 5.06  | 2     | +1    |
| Демократичний народний альянс                                    | DNS                        | 652       | 0.07      | 0         | 68,637              | 10.29               | 1                   | 69,289    | 4.18  | 1     | 0     |
| Союз за краще майбутнє Боснії і Герцеговини                      | SBB BiH                    | 67,597    | 6.83      | 2         | 1,394               | 0.21                | 0                   | 68,991    | 4.16  | 2     | –2    |
| Наша партія                                                      | NS                         | 48,402    | 4.89      | 2         | –                   | –                   | –                   | 48,402    | 2.92  | 2     | +2    |
| Незалежний блок                                                  | NB                         | 41,511    | 4.20      | 1         | –                   | –                   | –                   | 41,511    | 2.51  | 1     | Нова  |
| Рух демократичної дії                                            | PDA                        | 38,417    | 3.88      | 1         | –                   | –                   | –                   | 38,417    | 2.32  | 1     | Нова  |
| Соціалістична партія                                             | SP                         | –         | –         | –         | 31,321              | 4.69                | 1                   | 31,321    | 1.89  | 1     | +1    |
| Партія демократичної активності                                  | A-SDA                      | 29,763    | 3.01      | 1         | 756                 | 0.11                | 0                   | 30,519    | 1.84  | 1     | 0     |
| Хорватський демократичний союз 1990–Хорватська партія правих БіГ | HDZ 1990                   | 28,962    | 2.93      | 0         | –                   | –                   | –                   | 28,962    | 1.75  | 0     | 0     |
| Народ та правда                                                  |                            | 23,353    | 2.36      | 0         | –                   | –                   | –                   | 23,353    | 1.41  | 0     | Нова  |
| За Боснію і Герцеговину (партія)                                 | SBiH                       | 17,830    | 1.80      | 0         | –                   | –                   | –                   | 17,830    | 1.08  | 0     | 0     |
| Боснійсько-герцеговинська патріотична партія                     | BPS                        | 16,433    | 1.66      | 0         | –                   | –                   | –                   | 16,433    | 0.99  | 0     | –1    |
| Незалежний список Боснії і Герцеговини                           |                            | 12,505    | 1.26      | 0         | –                   | –                   | –                   | 12,505    | 0.75  | 0     | New   |
| Лейбористська партія БіГ                                         | LS                         | 7,735     | 0.78      | –         | –                   | –                   | –                   | 7,735     | 0.47  | 0     | 0     |
| Перша сербська демократична партія                               |                            | –         | –         | –         | 7,513               | 1.13                | 0                   | 7,513     | 0.45  | 0     | Нова  |
| Партія пенсіонерів                                               |                            | 7,185     | 0.73      | –         | –                   | –                   | –                   | 7,185     | 0.43  | 0     | Нова  |
| Боснійська партія                                                |                            | 5,771     | 0.58      | –         | –                   | –                   | –                   | 5,771     | 0.35  | 0     | 0     |
| Сербська прогресивна партія Республіки Сербська                  |                            | –         | –         | –         | 4,750               | 0.71                | 0                   | 4,750     | 0.29  | 0     | 0     |
| Союз нових політиків                                             |                            | 728       | 0.07      | –         | 1381                | 0.21                | 0                   | 2,109     | 0.13  | 0     | Нова  |
| Хорватська партія БіГ                                            |                            | 1,095     | 0.11      | –         | –                   | –                   | –                   | 1,095     | 0.07  | 0     | Нова  |
| ЛДС за прогрес                                                   |                            | 1,833     | 0.19      | 0         | –                   | –                   | –                   | 1,833     | 0.11  | 0     | Нова  |
| Ліве крило                                                       |                            | 264       | 0.03      | 0         | 666                 | 0.10                | 0                   | 930       | 0.06  | 0     | Нова  |
| Недійсні голоси                                                  | Недійсні голоси            | 95,808    | –         | –         | 60,600              | –                   | –                   | 156,408   | –     | –     | –     |
| Разом                                                            | Разом                      | 1,085,036 | 100       | 28        | 727,924             | 100                 | 14                  | 1,812,960 | 100   | 42    | 0     |
| Зареєстровані виборці/явка                                       | Зареєстровані виборці/явка | 2,093,784 | 51.82     | –         | 1,261,645           | 57.70               | –                   | 3,352,429 | 54.03 | –     | –     |
| Джерело: CEC [Архівовано 7 листопада 2018 у Wayback Machine.]    |                            |           |           |           |                     |                     |                     |           |       |       |       |

## Судова гілка

### Конституційний суд
Конституційний Суд Боснії та Герцеговини є вищим, остаточним арбітром конституційних питань. Суд складається з дев'яти членів: чотири вибрані Палатою представників Федерації, дві — Народною асамблеєю Республіки Сербської, а три — іноземними громадянами, призначеними Президентом Європейського суду з прав людини після консультацій з Президентом.
Початковий термін призначення суддів становить 5 років, якщо вони не подають у відставку або видаляються консенсусом інших суддів. Призначені судді не мають права на повторне призначення. Судді, призначені згодом, будуть працювати до 70-річного віку, якщо вони не відмовляться раніше або не будуть видалені. Призначення, зроблені на 5 років після первісного призначення, можуть регулюватися іншим положенням про відбір, який визначається Парламентською асамблеєю.
Судові справи Суду є публічними і рішення публікуються. Судові норми приймаються більшістю в Суді. Рішення суду є остаточними і нібито обов'язковими, хоча це не завжди так, як зазначено.
Конституційний Суд має юрисдикцію щодо вирішення конституційних спорів, що виникають між Ентитетами або між Боснією та Герцеговиною та Ентитетом або Ентитетами. Такі спори можуть бути порушені тільки членом Президії, Головою Ради Міністрів, Головою або заступником Голови будь-якої з палат Парламентської Асамблеї, або однією чвертью законодавчого органу будь-якої з Ентитетів.
Суд також має апеляційну юрисдикцію на території Боснії та Герцеговини

### Державний суд
Державний суд Боснії та Герцеговини складається з трьох підрозділів - адміністративного, апеляційного та кримінального - з юрисдикцією у справах, пов'язаних із законом і виконавчою владою на державному рівні, а також апеляційною юрисдикцією щодо справ, порушених в Ентитетах.
Палата військових злочинів була запроваджена у січні 2005 року і прийняла два справи, передані від МТБЮ, а також десятки справ про військові злочини, які спочатку були ініційовані в кантональних судах.
Державний суд також займається організованою злочинністю та економічною злочинністю, включаючи випадки корупції. Наприклад, колишній і обраний членами президентства 2014 року Драган Чович в даний час перебуває на судовому засіданні за стверджувану причетність до організованої злочинності.

### Палата прав людини
Палата прав людини для Боснії та Герцеговини існувала з березня 1996 року до 31 грудня 2003 року. Це був судовий орган, створений згідно з Додатком 6 до Загальної рамкової угоди про мир у Боснії та Герцеговині (Дейтонські угоди).

### Ентитети
Два Ентитети мають Верховний суд. Кожен Ентитет також має ряд нижчих судів. У Федерації є 10 кантональних судів, а також декілька муніципальних судів. Республіка Сербська має п'ять муніципальних судів.